# Euceraphis mucida
Euceraphis mucida är en insektsart som först beskrevs av Fitch 1856.  Euceraphis mucida ingår i släktet Euceraphis och familjen långrörsbladlöss. Inga underarter finns listade i Catalogue of Life.